# Blangy-le-Château
Blangy-le-Château je naselje in občina v severozahodnem francoskem departmaju Calvados regije Normandija. Leta 2006 je naselje imelo 664 prebivalcev.

## Geografija
Kraj se nahaja v pokrajini Auge ob reki Chaussey, 11 km severno od Lisieuxa.

## Uprava
Blangy-le-Château je sedež istoimenskega kantona, v katerega so poleg njegove vključene še občine Les Authieux-sur-Calonne, Bonneville-la-Louvet, Le Breuil-en-Auge, Le Brévedent, Coquainvilliers, Le Faulq, Fierville-les-Parcs, Manerbe, Manneville-la-Pipard, Le Mesnil-sur-Blangy, Norolles, Saint-André-d'Hébertot, Saint-Philbert-des-Champs in Le Torquesne s 6.878 prebivalci.
Kanton Blangy-le-Château je sestavni del okrožja Lisieux.

## Zanimivosti
- Notredamska cerkev, zgrajena v 15. stoletju na mestu nekdanje romanske cerkve, uničene med stoletno vojno;